# Bayandur
Bayandur es una localidad del raión de Akhuryan, en la provincia de Shirak, Armenia, con una población censada en octubre de 2011 de 634 habitantes. 
Se encuentra ubicada en el centro de la provincia, a poca distancia del río Akhurian —afluente del río Aras—, al este de la frontera con Turquía y al sur de la frontera con Georgia.